# 国鉄ウ200形貨車
国鉄ウ200形貨車（こくてつウ200がたかしゃ）は、かつて鉄道省及び1949年（昭和24年）6月1日以降は日本国有鉄道（国鉄）に在籍した有蓋貨車（豚積車）である。

## 概要
ウ200形は、1934年（昭和9年）から1937年（昭和12年）にかけて、ワフ6500形50両が国鉄工場で改造され生まれた10 t積み豚積車である。合計50両（ウ200 - ウ249）が改造製作された。種車に有蓋緩急車が充てられたのは、積荷は生きた豚のため給餌・給水の世話をする付添人が必要なため、付添人室が必要なためである。全車専属貨車に指定され主に本州地区へ配置し運用された。
各年度における各工場の製造数は以下のとおりである。
昭和9年度 30両

名古屋工場 5両（ウ200 - ウ204）

長野工場 10両（ウ205 - ウ214）

金沢工場 5両（ウ215 - ウ219）

盛岡工場 10両（ウ220 - ウ229）

昭和11年度 20両

大宮工場 5両（ウ230 - ウ234）

名古屋工場 5両（ウ235 - ウ239）

吹田工場 5両（ウ240 - ウ244）

後藤工場 5両（ウ245 - ウ249）

塗色は、黒であり、全長は7,030 mm、全幅は2,564 mm、全高は3,480 mm、軸距は3,962 mm、自重は8.5 t - 9.2 t、換算両数は積車1.6、空車0.8、最高運転速度は65 km/h、車軸は10 t軸であった。
改造より約17年後に「老朽貨車の形式廃車」の対象形式に指定され、1952年（昭和27年）6月26日通達「車管第1232号」により告示された（当時の在籍車数は16両であった）。 戦後未捕捉が数両存在したため昭和34年度調査で在籍車なしが確認された。